# سام نيلي
سام نيلي (بالإنجليزية: Sam Neely)‏ هو كاتب أغاني ومغني وموسيقي أمريكي، ولد في 22 أغسطس 1948 في كورو في الولايات المتحدة، وتوفي في 19 يوليو 2006 في كوربوس كريستي في الولايات المتحدة.

## وصلات خارجية
- سام نيلي على موقع IMDb (الإنجليزية)
- سام نيلي على موقع ميوزك برينز (الإنجليزية)
- سام نيلي على موقع ديسكوغز (الإنجليزية)